# Herbert J. Sadler
Herbert J. Sadler (* 6. September 1894 in Bristol; † 21. April 1955 in Winnipeg) war ein kanadischer Organist, Musikpädagoge und Komponist.
Sadler kam mit seinen Eltern 1911 nach Winnipeg und wurde an der St Peter's Anglican Church zum Organisten ausgebildet. Er wirkte von 1915 bis 1917 als Organist an der St George’s und der St Peter's Anglican Church und diente dann bis 1920 in Übersee beim Medical Corps. Danach war er bis zu seinem Tode Organist an der Westminster United Church. In den 1920er Jahren vervollkommnete er seine Ausbildung bei Hugh Ross, Douglas Clarke und Hugh Bancroft.
An der Westminster Church führte er neben eigenen Kompositionen auch große Chorwerke wie Mozarts Requiem und Dvořáks Stabat Mater auf. Als Organist trat er von 1929 bis 1938 in der Vesper Hour, einer wöchentlichen Rundfunkübertragung, auf. Während des Zweiten Weltkrieges leitete er mit Filmer Hubble den Winnipeg Philharmonic Choir. Mit einem erweiterten Chor der Metropolitan Church führte er u. a. Arthur Sullivans Kantate The Golden Legend auf.
Außerdem war Sadler ein gesuchter Lehrer. Zu seinen zahlreichen Schülern zählen die Musiker Barry Anderson, Eila Buchanan Alford, Allan Borbridge, Minnie Boyd, Beth Cooil, Evelyn Gregory, Frans Niermeier, Edith Patterson, Maurine Pottruff, Mary Scarlett Wood, B. Franklin Shinn und Helen M. Young.